# 格洛克19X手槍
克拉克19X（英語：GLOCK 19X）是由奧地利克拉克公司設計及生產的半自動手槍，是克拉克17和克拉克19的混合型，發射9×19公釐帕拉貝倫彈，標準彈匣為17發。

## 歷史
克拉克為參加美國陸軍和美國空軍的模塊化手槍系統競爭，提交了加裝手動保險、換上沙色外觀和換上標準型底把的克拉克19 MHS和克拉克23 MHS。結果由SIG Sauer提交的P320勝出，成為美軍下一代手槍，並命名為M17。
落敗的克拉克把MHS手槍移除手動保險後修改成克拉克19X，於2018年1月向民間發售。
雖然大眾意見認為一款使用標準型滑套和槍管長度，配以緊湊型底把的手槍會更受歡迎，克拉克19X依然遠超克拉克的銷售預期，在短短180天內售出超過100,000把克拉克19X。

## 設計
克拉克19X不屬於以往任何一類的克拉克手槍，它是克拉克生產的第一款混合型手槍。它擁有標準型的底把和緊湊型的滑套和槍管長度。
克拉克19X與以往的克拉克手槍的最大分別是它擁有沙色外觀，更為首款出廠時擁有已上色，使用nPVD沙色塗層滑套的手槍，亦配有克拉克夜間照門及準星。大部分零件也為第五代水平，包括可加裝握把片、沒有指槽、使用Gen4 RTF防滑紋理底把、方便插入槍套的前部切角、克拉克精準槍管、雙邊滑套釋放桿等，並於握把底部增加了掛繩環。
除了標準型的17發彈匣外，購買時還會附上兩個裝上「+」底板的19發彈匣。
克拉克19X外觀上雖跟第五代克拉克手槍十分相似，但它並沒有第五代克拉克手槍的喇叭狀彈匣井，亦因為底把前端的凸起而不能使用裝上加長底板的第五代彈匣。

## 衍生型

### 克拉克45
應執法機關要求，以克拉克19X修改而成。擁有黑色外觀，標準第五代配置。

## 採用
- 阿根廷
  - 特種作戰部隊組（AFOE）（英语：Special Operations Forces Grouping (Argentina)）：全數採用「+」底板19發彈匣及夜間照門、準星[8]
- 葡萄牙
  - 共和國國民警衛隊（英语：National Republican Guard (Portugal)）特種作戰干預小組（GIOE）[9]：安裝Streamlight TLR-1 HL武器燈使用

## 資料來源
1. ↑  . The Firearm Blog. 2017-06-27  [2019-07-19]. （原始内容存档于2020-12-01） （美国英语）.
2. ↑  . The Truth About Guns. 2017-06-30  [2019-06-18]. （原始内容存档于2020-11-11） （美国英语）.
3. ↑  . The Firearm Blog. 2018-07-09  [2019-07-19]. （原始内容存档于2020-11-09） （美国英语）.
4. ↑  . eu.glock.com.   [2019-07-25]. （原始内容存档于2020-01-12）.
5. ↑  . The Firearm Blog. 2018-01-02  [2019-07-19]. （原始内容存档于2021-02-03） （美国英语）.
6. ↑  . Task & Purpose. 2018-01-02  [2019-07-19]. （原始内容存档于2019-12-09） （英语）.
7. ↑  . us.glock.com.   [2019-06-13]. （原始内容存档于2021-01-18）.
8. ↑  Matthew Moss. . The Firearm Blog. 2021-02-12  [2021-02-15]. （原始内容存档于2021-02-14） （美国英语）.
9. ↑  .   [2020-11-20]. （原始内容存档于2021-03-08） （欧洲葡萄牙语）.

## 外部連結
- （英文）—克拉克19X特設網頁 （页面存档备份，存于）